# جراند تاور
جراند تاور هي ناطحة سحاب قيد الإنشاء في موسكو،روسيا.سيبلغ طول البرج 283.4 متر ويتكون من 62 طابق.